# Mangora browns
Mangora browns là một loài nhện trong họ Araneidae.
Loài này thuộc chi Mangora. Mangora browns được Herbert Walter Levi miêu tả năm 2007.